# 1. Bundesliga 1985-86
La 1. Bundesliga 1985-86 fue la 23.ª edición de la Fußball-Bundesliga, la mayor competición futbolística de Alemania Federal. Inició el 9 de agosto de 1985 y terminó el 26 de abril de 1986, y fue disputado por 18 equipos.
El campeón fue Bayern Múnich, revalidando el título obtenido en la temporada anterior. En esta oportunidad, el conjunto muniqués se consagró en la última fecha tras vencer por 6-0 a Borussia Mönchengladbach, al mismo tiempo que Werder Bremen, por entonces único líder del certamen, caía 2-1 ante Stuttgart, permitiendo que el cuadro bávaro alcanzara la primera posición del campeonato en soledad gracias a la diferencia de goles a su favor. De esta forma, Bayern Múnich llegó a su octava Bundesliga, y a su noveno título en la primera división.

## Equipos
| Pos | Descendidos de 1. Bundesliga |
| --- | ---------------------------- |
| 16º | Arminia Bielefeld            |
| 17º | Karlsruher                   |
| 18º | Eintracht Brunswick          |

| Pos | Ascendidos de 2. Bundesliga |
| --- | --------------------------- |
| 1º  | Núremberg                   |
| 2º  | Hannover 96                 |
| 3º  | Saarbrücken                 |

| Equipo                   | Ciudad          | Estadio                  | Aforo  |
| ------------------------ | --------------- | ------------------------ | ------ |
| Bayer Leverkusen         | Leverkusen      | Estadio Ulrich Haberland | 20 000 |
| Bayer 05 Uerdingen       | Krefeld         | Estadio Grotenburg       | 28 000 |
| Bayern de Múnich         | Múnich          | Estadio Olímpico         | 80 000 |
| Bochum                   | Bochum          | Ruhrstadion              | 40 000 |
| Borussia Dortmund        | Dortmund        | Westfalenstadion         | 54 000 |
| Borussia Mönchengladbach | Mönchengladbach | Bökelbergstadion         | 34 500 |
| Colonia                  | Colonia         | Estadio Müngersdorfer    | 61 000 |
| Eintracht Fráncfort      | Fráncfort       | Waldstadion              | 62 000 |
| Fortuna Düsseldorf       | Düsseldorf      | Rheinstadion             | 59 600 |
| Hamburgo                 | Hamburgo        | Volksparkstadion         | 62 000 |
| Hannover 96              | Hannover        | Niedersachsenstadion     | 60 400 |
| Kaiserslautern           | Kaiserslautern  | Estadio Fritz Walter     | 42 000 |
| Núremberg                | Núremberg       | Estadio Municipal        | 64 238 |
| Saarbrücken              | Saarbrücken     | Ludwigsparkstadion       | 40 000 |
| Schalke 04               | Gelsenkirchen   | Parkstadion              | 70 000 |
| Stuttgart                | Stuttgart       | Neckarstadion            | 72 000 |
| Waldhof Mannheim         | Mannheim        | Estadio del Suroeste     | 75 000 |
| Werder Bremen            | Bremen          | Weserstadion             | 32 000 |

### Equipos porEstados federados
| Región                      | N.º | Equipos |
| --------------------------- | --- | --- |
| Renania del Norte-Westfalia | 8   | Bayer Leverkusen, Bayer 05 Uerdingen, Bochum, Borussia Dortmund, Borussia Mönchengladbach, Colonia, Fortuna Düsseldorf y Schalke 04 |
| Baden-Wurtemberg            | 2   | Stuttgart y Waldhof Mannheim |
| Baviera                     | 2   | Bayern de Múnich y Núremberg |
| Baja Sajonia                | 1   | Hannover 96 |
| Bremen                      | 1   | Werder Bremen |
| Hamburgo                    | 1   | Hamburgo |
| Hesse                       | 1   | Eintracht Fráncfort |
| Renania-Palatinado          | 1   | Kaiserslautern |
| Sarre                       | 1   | Saarbrücken |

## Sistema de competición
Los dieciocho equipos se enfrentaron entre sí bajo el sistema de todos contra todos a doble rueda, completando un total de 34 fechas. Las clasificación se estableció a partir de los puntos obtenidos en cada encuentro, otorgando dos por partido ganado, uno por empatado y ninguno en caso de derrota. En caso de igualdad de puntos entre dos o más equipos, se aplicaron, en el mencionado orden, los siguientes criterios de desempate:
1. Mejor diferencia de goles en todo el campeonato;
2. Mayor cantidad de goles a favor en todo el campeonato;
3. Mayor cantidad de puntos en los partidos entre los equipos implicados;
4. Mejor diferencia de goles en los partidos entre los equipos implicados;
5. Mayor cantidad de goles a favor en los partidos entre los equipos implicados.

Al finalizar el campeonato, el equipo ubicado en el primer lugar de la clasificación se consagró campeón y clasificó a los dieciseisavos de final de la Copa de Campeones de Europa 1986-87. Asimismo, los equipos que finalizaron el certamen en segundo, tercer, cuarto y quinto lugar clasificaron a los treintaidosavos de final de la Copa de la UEFA 1986-87, siempre y cuando ninguno de ellos hubiera obtenido un cupo a la Recopa de Europa 1986-87 como campeón de la Copa de Alemania 1985-86, en cuyo caso le trasladaría su plaza al equipo ubicado en la posición inmediatamente inferior.
Por otro lado, los equipos que ocuparon los últimos dos puestos de la clasificación —decimoséptima y decimoctava— descendieron de manera directa a la 2. Bundesliga, mientras que el decimosexto disputó la serie de play-offs de ascenso y descenso ante un equipo de dicha categoría.

## Clasificación
| Pos. | Equipo                   | Pts. | PJ | G  | E  | P  | GF | GC | Dif. | Clasificación 1986-87                          |
| ---- | ------------------------ | ---- | -- | -- | -- | -- | -- | -- | ---- | ---------------------------------------------- |
| 1    | Bayern Múnich (C)        | 49   | 34 | 21 | 7  | 6  | 82 | 31 | +51  | Dieciseisavos de final de la Copa de Campeones |
| 2    | Werder Bremen            | 49   | 34 | 20 | 9  | 5  | 83 | 41 | +42  | Treintaidosavos de final de la Copa de la UEFA |
| 3    | Bayer 05 Uerdingen       | 45   | 34 | 19 | 7  | 8  | 63 | 60 | +3   | Treintaidosavos de final de la Copa de la UEFA |
| 4    | Borussia Mönchengladbach | 42   | 34 | 15 | 12 | 7  | 65 | 51 | +14  | Treintaidosavos de final de la Copa de la UEFA |
| 5    | Stuttgart                | 41   | 34 | 17 | 7  | 10 | 69 | 45 | +24  | Dieciseisavos de final de la Recopa de Europa  |
| 6    | Bayer Leverkusen         | 40   | 34 | 15 | 10 | 9  | 63 | 51 | +12  | Treintaidosavos de final de la Copa de la UEFA |
| 7    | Hamburgo                 | 39   | 34 | 17 | 5  | 12 | 52 | 35 | +17  |                                                |
| 8    | Waldhof Mannheim         | 33   | 34 | 11 | 11 | 12 | 41 | 44 | −3   |                                                |
| 9    | Bochum                   | 32   | 34 | 14 | 4  | 16 | 55 | 57 | −2   |                                                |
| 10   | Schalke 04               | 30   | 34 | 11 | 8  | 15 | 53 | 58 | −5   |                                                |
| 11   | Kaiserslautern           | 30   | 34 | 10 | 10 | 14 | 49 | 54 | −5   |                                                |
| 12   | Núremberg                | 29   | 34 | 12 | 5  | 17 | 51 | 54 | −3   |                                                |
| 13   | Colonia                  | 29   | 34 | 9  | 11 | 14 | 46 | 59 | −13  |                                                |
| 14   | Fortuna Düsseldorf       | 29   | 34 | 11 | 7  | 16 | 54 | 78 | −24  |                                                |
| 15   | Eintracht Fráncfort      | 28   | 34 | 7  | 14 | 13 | 35 | 49 | −14  |                                                |
| 16   | Borussia Dortmund        | 28   | 34 | 10 | 8  | 16 | 49 | 65 | −16  | Promoción por la permanencia                   |
| 17   | Saarbrücken              | 21   | 34 | 6  | 9  | 19 | 39 | 68 | −29  | Descenso de categoría                          |
| 18   | Hannover 96              | 18   | 34 | 5  | 8  | 21 | 43 | 92 | −49  | Descenso de categoría                          |

Actualizado a los partidos jugados el 26 de abril de 1986.
 Fuente: DFB
1. ↑  Copa de Alemania (CC): El campeón de la Copa de Alemania 1985-86, Bayern Múnich, ya estaba clasificado a la Copa de Campeones 1986-87 como campeón de la presente Bundesliga. En consecuencia, Stuttgart, subcampeón de la Copa de Alemania 1985-86, accedió a los dieciseisavos de final de la Recopa de Europa 1986-87.

| Bundesliga                      |
|                                 |
| Campeón Bayern Múnich 9º título |

## Resultados
| Local \ Visitante        | BAL | BAY | BOC | BOD | BOM | COL | EFR | FOR | HAM | HAN | KAI | NUR | SAR | SCH | STU | UER | WAL | WER |
| ------------------------ | --- | --- | --- | --- | --- | --- | --- | --- | --- | --- | --- | --- | --- | --- | --- | --- | --- | --- |
| Bayer Leverkusen         | —   | 1–2 | 4–2 | 2–1 | 3–1 | 1–1 | 2–0 | 3–1 | 3–2 | 4–1 | 3–2 | 0–0 | 2–0 | 2–0 | 2–1 | 2–2 | 3–1 | 5–1 |
| Bayern Múnich            | 0–0 | —   | 6–1 | 0–1 | 6–0 | 3–1 | 3–0 | 2–3 | 2–0 | 6–0 | 5–0 | 2–1 | 5–1 | 3–2 | 4–1 | 5–1 | 3–1 | 3–1 |
| Bochum                   | 1–1 | 3–0 | —   | 6–1 | 2–2 | 2–0 | 2–1 | 5–3 | 2–0 | 3–2 | 3–2 | 2–1 | 3–1 | 1–1 | 0–2 | 1–2 | 0–1 | 2–3 |
| Borussia Dortmund        | 1–1 | 0–3 | 1–0 | —   | 2–3 | 5–1 | 4–2 | 1–2 | 1–1 | 2–0 | 4–2 | 1–4 | 3–1 | 1–1 | 2–0 | 5–2 | 0–0 | 1–1 |
| Borussia Mönchengladbach | 2–2 | 4–2 | 2–0 | 2–1 | —   | 1–1 | 1–1 | 5–1 | 2–1 | 4–3 | 3–0 | 3–0 | 2–0 | 4–0 | 1–1 | 1–2 | 1–1 | 1–2 |
| Colonia                  | 2–3 | 1–1 | 3–0 | 2–0 | 0–2 | —   | 1–1 | 1–3 | 1–1 | 3–0 | 1–1 | 3–1 | 3–1 | 4–2 | 2–1 | 1–1 | 0–1 | 3–3 |
| Eintracht Frankfurt      | 1–0 | 2–2 | 1–0 | 2–1 | 1–1 | 2–2 | —   | 2–0 | 3–0 | 1–3 | 1–1 | 1–1 | 1–3 | 3–0 | 1–1 | 1–1 | 0–0 | 0–2 |
| Fortuna Düsseldorf       | 2–1 | 4–0 | 2–1 | 4–2 | 2–0 | 1–3 | 0–1 | —   | 3–1 | 2–2 | 0–0 | 2–1 | 2–2 | 1–1 | 0–7 | 1–1 | 4–1 | 1–4 |
| Hamburgo                 | 1–3 | 0–0 | 1–0 | 3–0 | 4–1 | 0–0 | 1–0 | 4–0 | —   | 3–0 | 4–1 | 2–1 | 4–0 | 2–0 | 2–0 | 1–4 | 3–0 | 0–1 |
| Hannover                 | 1–1 | 0–5 | 1–2 | 1–4 | 2–3 | 3–1 | 0–0 | 1–0 | 0–2 | —   | 3–2 | 0–2 | 2–0 | 1–2 | 1–3 | 1–1 | 1–1 | 2–4 |
| Kaiserslautern           | 4–1 | 0–2 | 2–0 | 2–0 | 1–1 | 1–0 | 1–1 | 2–0 | 1–2 | 1–0 | —   | 0–3 | 1–1 | 0–0 | 2–2 | 5–1 | 0–0 | 3–0 |
| Núremberg                | 3–2 | 0–1 | 0–1 | 0–0 | 2–4 | 3–0 | 4–1 | 3–2 | 0–1 | 3–3 | 3–1 | —   | 2–0 | 3–1 | 0–1 | 1–2 | 2–0 | 2–2 |
| Saarbrücken              | 3–1 | 1–1 | 0–1 | 1–1 | 1–3 | 1–2 | 2–2 | 1–1 | 2–2 | 2–1 | 0–6 | 3–0 | —   | 3–2 | 1–1 | 1–2 | 2–1 | 1–1 |
| Schalke 04               | 2–2 | 0–1 | 4–2 | 6–1 | 2–2 | 3–0 | 3–1 | 1–1 | 1–0 | 2–2 | 2–3 | 2–0 | 3–2 | —   | 1–2 | 2–0 | 3–1 | 0–1 |
| Stuttgart                | 2–2 | 0–0 | 0–4 | 4–0 | 0–0 | 5–0 | 2–1 | 5–0 | 1–0 | 7–0 | 2–0 | 3–1 | 3–1 | 0–1 | —   | 0–2 | 3–1 | 2–1 |
| Bayer 05 Uerdingen       | 2–1 | 1–0 | 3–2 | 2–0 | 1–1 | 3–2 | 1–0 | 5–2 | 0–3 | 3–3 | 3–1 | 6–2 | 2–1 | 3–2 | 1–4 | —   | 1–0 | 1–0 |
| Waldhof Mannheim         | 1–0 | 0–4 | 4–1 | 0–0 | 3–1 | 1–1 | 0–0 | 2–1 | 0–1 | 5–1 | 1–1 | 0–1 | 1–0 | 3–0 | 5–3 | 2–0 | —   | 1–1 |
| Werder Bremen            | 5–0 | 0–0 | 0–0 | 4–2 | 1–1 | 2–0 | 4–0 | 7–3 | 2–0 | 8–2 | 2–0 | 2–1 | 1–0 | 3–1 | 6–0 | 6–1 | 2–2 | —   |

## Play-off de ascenso y descenso
| 13 de mayo de 1986 | Fortuna Colonia            | 2:0 (0:0) | Borussia Dortmund | Estadio Müngersdorfer, Colonia                          |                                                         |
|                    | Grabosch 53' · Richter 75' | Reporte   |                   | Asistencia: 44 000 espectadores Árbitro(s): Volker Roth | Asistencia: 44 000 espectadores Árbitro(s): Volker Roth |

| 17 de mayo de 1986 | Borussia Dortmund                            | 3:1 (0:1) | Fortuna Colonia | Westfalenstadion, Dortmund                                   |                                                              |
|                    | Zorc 54' (pen.) · Răducanu 68' · Wegmann 90' | Reporte   | Grabosch 14'    | Asistencia: 54 000 espectadores Árbitro(s): Aron Schmidhuber | Asistencia: 54 000 espectadores Árbitro(s): Aron Schmidhuber |

Partido desempate
| 30 de mayo de 1986 | Borussia Dortmund                                                                                         | 8:0 (1:0) | Fortuna Colonia | Rheinstadion, Düsseldorf                                          |                                                                   |
|                    | Hupe 31' · Zorc 46' 89' · Anderbrügge 49' · Storck 61' · Simmes 66' · Wegmann 84' (pen.) · Pagelsdorf 90' | Reporte   |                 | Asistencia: 50 000 espectadores Árbitro(s): Karl-Heinz Tritschler | Asistencia: 50 000 espectadores Árbitro(s): Karl-Heinz Tritschler |

Borussia Dortmund se aseguró la permanencia en la 1. Bundesliga tras empatar 3-3 en el global de la serie y ganar 8-0 el partido desempate.

## Estadísticas

### Goleadores
| Jugador          | Equipo            | Goles |
| ---------------- | ----------------- | ----- |
| Stefan Kuntz     | Bochum            | 22    |
| Karl Allgöwer    | Stuttgart         | 21    |
| Frank Neubarth   | Werder Bremen     | 20    |
| Cha Bum-kun      | Bayer Leverkusen  | 17    |
| Thomas Allofs    | Kaiserslautern    | 16    |
| Jürgen Klinsmann | Stuttgart         | 16    |
| Klaus Täuber     | Schalke 04        | 16    |
| Dieter Hoeneß    | Bayern Múnich     | 15    |
| Herbert Waas     | Bayer Leverkusen  | 14    |
| Jürgen Wegmann   | Borussia Dortmund | 14    |